# Orla Lehmann
Peter Martin Orla Lehmann (født 19. maj 1810 i København, død 13. september 1870 sammesteds) var en dansk jurist og politiker.
Lehmann var en af de mest fremtrædende lederskikkelser i den liberale opposition mod enevælden, medstifter af dagbladet Fædrelandet i 1839 og medlem af Københavns Borgerrepræsentation i 1840. I 1841 holdt han en brandtale i Nykøbing Falster, hvor han opfordrede bønderne til at tage del i arbejdet for en fri forfatning. Det kostede ham tre måneders fængsel, hvilket kun forøgede hans popularitet. I 1846 var han medstifter af Bondevennernes Selskab. Det kulminerede med, at Lehmann var hovedtaler ved Casinomødet 20. marts 1848, hvor man på vegne af Københavns borgerrepræsentation udformede en henvendelse til kongen om en fri forfatning – se martsrevolutionen. Lehmann var også med til at redigere D.G. Monrads grundlovsudkast.
Han var meget optaget af danskhedens sag i Slesvig 1842 og formulerede Ejder-programmet med slagordet "Danmark til Ejderen", som han drev C.C. Hall til at gennemføre med Novemberforfatningen af 1863. Af samme grund regnes Lehmann også til De Nationalliberale. Han var desuden medstifter af og bestyrelsesmedlem i Bondevennernes Selskab 1846 og forkæmper for skandinavismen, samt minister uden portefølje i Martsministeriet 1848 og indenrigsminister 1861-63 i ministeriet Hall II.

## Familie
Orla Lehmann var søn af Martin Lehmann samt bror til Heinrich og Wilhelm Lehmann.
Orla Lehmann var gift med Arnette Marie Bolette Puggaard (født 1821). Hun var datter af malerinden Bolette Puggaard og handelsmanden Hans Puggaard.
Marie Puggaard og Orla Lehmann blev forældre til kvindesagsforkæmperen Margrethe Lehmann Rode, der først var gift med litteraturhistorikeren Gotfred Rode og senere med den norske journalist Erik Vullum.
Margrethe og Gotfred Rode blev forældre til politikeren Ove Rode og digteren Helge Rode.

## Opvækst og uddannelse
Orla Lehmann født i København, og var søn af konferensråd Martin Lehmann. Hjemmet var efter faderens ønske tysk, men blandt dets venner var der mange fremragende danske, således både A.S. og H.C. Ørsted, Adam Oehlenschläger og dennes søster Sophie Ørsted, senere også Jens Baggesen. Orla var det ældste af 9 børn og skal have været en overordentlig smuk dreng, moderens yndling, hvis sjældne begavelse allerede tidlig lagde sig for dagen.
Faderen overtog hans første undervisning, men i sit 9. år sattes han i den nylig oprettede (tyske) Realskole for Petri menighed, til hvilken faderen hørte. En latinklasse blev siden oprettet ved denne, men den viste sig ikke tilfredsstillende, og som 14 årig dreng kom Lehmann ind i den københavnske Borgerdydskole under Michael Nielsen, og her fra dimitteredes han 1827 til Københavns Universitet med udmærkelse ligesom hans samtidige Hans Martensen og Frederik Christian Bornemann.
Efter et vel anvendt rusår, der også blev benyttet til litterært studie, således af Goethe, Shakespeare og Heinrich Heine, hvem han læste sammen med H.C. Andersen, begyndte han sit juridiske studium. Fakultetet var dengang dårlig besat, de fleste forelæsninger var åndløse eksegeser og stive systemer, og studiet var ham kun lidet tiltalende, men han tog dog i foråret 1833 sin embedseksamen med bedste karakter.

## Politisk debut
Allerede tidlig rørte sig hos ham de to følelser, som blev bestemmende for hele hans liv og virksomhed: Troen på frihedens magt til at fremme alt det ædle og gode i folket og en glødende kærlighed til det danske fædreland. Man kunne sige: til det nordiske fædreland, thi allerede som dreng levede han i skandinaviske drømme—endnu i den tyske skole skrev han i kammeraternes tyske blad Germania et udkast til en ny Kalmarunion --, og han blev denne tanke tro i gode som i onde tider til sine dages Ende. Hverken hjemmets tyske sprog og dannelse eller skolens tyske undervisning fordunklede hans nationale danske følelse, som var en arv fra moderen, og hans frihedstrang brød igennem selv denne tunge, servile tid, hvis eneste åndelige interesse var teatret og til dels litteraturen, og som han selv så fortræffelig har skildret i sit billede af Frederik 6.s dage.
Begge fik næring ved Julirevolutionen 1830, hvis bølger gik hen over landene og nåede også det i servil absolutisme nedsunkne Danmark, hvor den rigtignok kun fødte den matte og tamme stænderinstitution. Han måtte føle sig uimodståelig draget til at træde i skranken for sine idéer og bryde igennem den seje skal, som holdt alt offentligt liv nede.
Som så mange andre af de næste årtiers åndelige ledere debuterede han i Studenterforeningen; anledningen var ikke betydelig, men for første gang udfoldede han her for en større forsamling den veltalenhed, som siden blev et så mægtigt våben i hans hånd, og da hans opposition havde styrtet det servile seniorat, følte den unge studenterverden, at den her havde en leder, og han selv var blevet sig bevidst, at han havde en leders evne. Han optrådte som sådan, da han 1832 i løbet af nogle få timer fik organiseret et fakkeltog af studenter til H.N. Clausen, der var blevet forbigået ved et rektorvalg, og på ungdommens vegne hyldede "Aandsfrihedens og Sandhedens uforfærdede Talsmand", ved hvilken lejlighed han desuden for første gang kom i konflikt med de over pressen vågende autoriteter og gik ud af striden som sejrherre.
I dette år falder også hans første større politiske indlæg, en afhandling om stænderinstitutionen, som han anonymt skrev i Maanedsskrift for Litteratur. Det var et for en så ung mand mærkværdig modent arbejde, mådeholdent i sin form og skrevet i en værdig tone, men med mange åndrige glimt og dristigt i sine fordringer. Lejlighed til at øve sig som taler og til at skærpe sin dialektiske evne fandt han i det væsentlig af ham bårne selskab "Astræa", en forening af unge, begavede jurister.

## I Berlin
Vinteren 1833-34 tilbragte Lehmann i Berlin, hvor han med stor flid fulgte forelæsningerne ved Universitetet, navnlig hos Friedrich Schleiermacher og hos Friedrich Carl von Savigny, og hvor han havde adgang til fremragende familiers hjem. En kort tid var han her sammen med Anton Frederik Tscherning, som da befandt sig i sin "milde Landsforvisning", men stærkest droges han af den udmærkede nordmand Anton Martin Schweigaard, til hvem han knyttedes ved et inderligt venskabsbånd; Lehmann har udtalt, at ingen mand har gjort et dybere og varigere indtryk på ham.
I Berlin skrev han et par større afhandlinger om eksamensvæsenet og fattiglovgivningen i Preussen. Opholdet blev brat afbrudt, da han blev kaldt hjem til moderens sygeleje; 2 dage efter at have fejret et vemodigt sølvbryllup sov hun hen (maj 1834), og dermed var egentlig hjemmets magt over ham brudt.

## Kjøbenhavnsposten
Faderens hensigt var, at den begavede søn skulle gå embedsvejen, hvor hans evner og formåen forbindelser ville åbne ham en glimrende karriere, men dette stemte ikke med den unge mands lyst og åndelige trang. Han higede efter kamp for sine idéer, han ville virke for at skaffe landet en fri forfatning, for opretholdelsen af det danske riges selvstændighed, for bevarelsen af Slesvigs danskhed, for dets nøje tilslutning til Kongeriget, for udviklingen af broderskabet og solidaritetsfølelsen mellem de nordiske folk, og dette var alt sammen dengang lutter statsfarlige, næsten højforræderiske ting, som der hørte mod til at tale og at skrive om. Det eneste blad, som dengang stod åbent for en friere debat, var det af A.P. Liunge udgivne Kjøbenhavnsposten, og det lykkedes Lehmann her at finde et organ, hvor han, om end ikke uden vanskeligheder og farer, kunne slå til lyd for sine tanker.
Hans våbenfælle i denne kamp var J.F. Giødwad, i mange henseender hans åndelige modsætning, men en lige så nidkær ven af frihed og nationalitet og i besiddelse af netop de egenskaber, som udfordredes til at lodse Lehmanns varmblodige hidsighed og skarpe pen igennem pressetvangens mange farlige skær. De to passede udmærket sammen, Lehmann som den producerende og Giødwad som den kritiserende, korrigerende og ekspederende kraft.
Det var såre trange tider for pressen, thi ikke blot var så væsentlige betingelser som annoncer og postforsendelsesret unddragne de ikke-privilegerede blade, men disse måtte ikke engang behandle udlandets politik, og af indre sager var det dem forbudt at omtale kommende begivenheder så vel som at kritisere regeringen, der skulle omtales med "pligtskyldig Opmærksomhed", og trods al forsigtighed hørte beslaglæggelser og mulkter til dagens orden. Faren var stor ved at bevæge sig i sådanne forhold, og det var ikke nogen overdrivelse, når Johannes Hage en gang i sit svar til en senere berømt videnskabsmand, som havde spurgt ham, hvem den livlige, unge mand var, som nys forlod dem, føjede til: "Se ret paa det Hoved, det er skjønt, og det bliver maaske ikke længe siddende."
Ved siden af sin journalistiske virksomhed optrådte Lehmann, der nøje havde sluttet sig til datidens frihedsmænd: C.N. David, Tage Algreen-Ussing, Joakim Frederik Schouw, H.N. Clausen osv., så ofte lejlighed gaves, i de forskellige foreninger, som begyndte at danne sig; navnlig var han med i Selskabet for Trykkefrihedens rette Brug, og det var navnlig i denne, at han slog så kraftig til lyd for Slesvigs danskhed.

## Fædrelandet
Frederik 6.s død 3. december 1839 gav frihedsvennerne en anledning til at optræde med større eftertryk, og den blev grebet med stor energi. Lehmann fik straks sammenkaldt et studentermøde i Hotel d'Angleterre, den af ham skrevne adresse, hvori der under henvisning til Norge og Eidsvoll-grundloven udtaltes håb og forventning om en fri statsforfatning, vedtoges efter en diskussion, i hvilken D.G. Monrad første gang fremtrådte for offentligheden, og Lehmann var ordfører for den deputation, som overbragte den til Christian 8..
Det er bekendt, at den første modtagelse var velvillig, men at kongens holdning forandredes, da mange lignende adresser fra hele landet fulgte efter. Tronskiftet fremskyndede
også forandringen af C.N. Davids ugeblad Fædrelandet til et dagblad; den var bestemt til 1. april 1840, men nu udkom det første nummer allerede 7. december 1839 med David, Lehmann, Giødwad, Abraham Wessely og Balthasar Matthias Christensen som udgivere; flere af disse fratrådte efterhånden, men Lehmann og Giødwad vedblev at være bladets faste støtter, også efter at Carl Ploug var tiltrådt som redaktør, og i det følgende tiår var det væsentlig igennem dette blad, at friheds- og nationalitetstankerne arbejdede sig frem i den offentlige bevidsthed.

## Stænderdeputeret
Efter den friere kommunallov for København af 1. januar 1840 tog Lehmann borgerskab som grundejer for at blive valgbar til borgerrepræsentantskabet og valgtes i april 1840; samme år i december blev han stænderdeputeret for 8. købstadsdistrikt, hvorefter han deltog i alle samlinger, fra 1846 valgt i København. I stænderne virkede han med iver og kraft både i liberal og i national retning og havde mange hårde kampe at bestå så vel med den kongelige kommissarius som med den såkaldte "røde bænk".
Noget skilte han sig fra sine meningsfæller ved sin, om end betingede, tilslutning til forslaget om stænderkomiteer, et forsøg på at samle delegerede fra de 4-delte provinsialstænder til en fælles rådslående forsamling for hele monarkiet, men tanken fandt straks modstand andensteds og blev opgivet.

## Den falsterske tale
Hvad der gav den oppositionelle ånd stærk vækst og hævede Lehmann til popularitetens højeste tinde, var processen og domfældelsen for hans "falsterske Tale". Kammerråd Johan Christian Drewsen, der var valgt til stænderne fra flere kredse, rejste i januar 1841 til Falster for at forklare sine derværende vælgere, hvorfor han modtog valget i en anden kreds, og havde anmodet Lehmann om at følge med. Efter at Drewsen var færdig, spurgte en bonde, hvilken gavn det store folk, navnlig bondestanden, ville have af en fri forfatning frem for enevælden, og Lehmann svarede herpå i et livfuldt og beåndet foredrag, som gjorde dybt indtryk.
Talen var improviseret og er aldrig refereret i sin helhed, men i den forekom den ytring, at enevælden ikke gav sikkerhed for, at alle herskere ville nære det samme gunstige sind imod bønderne som den afdøde konge, og herpå støttedes en generalfiskalstiltale. Hof- og Stadsretten idømte bøder af 500 kr., men sagen blev indanket for Højesteretten, og denne fastsatte januar 1842 straffen til 3 måneders fængsel. Lehmann førte selv sit forsvar for Højesteret, og hans tale, der straks tryktes i tusinder eksemplarer, var et mesterværk både af processuel dygtighed og af politisk veltalenhed; den aftvang selv A.S. Ørsted, rigtignok anonymt i et tidsskrift, den største anerkendelse og beundring.
Den bevægelse, som dommen vakte, var ubeskrivelig; hovedstaden var i det livligste røre, husarer og politi holdtes på benene nat og dag for at ave folkeskarerne, og stemningens bølger gik hen over hele landet. Begejstringen fulgte Lehmann til og i fængslet så vel som ved hans løsladelse og omgav hans person med en folkelighedens glorie—mere end han selv ønskede og kunne have gavn af, thi i senere tider var det stundum, som om den offentlige mening ville gøre sig betalt for sin alt for rigelige tribut af aura popularis.

## Bryllup og lykkelige år
Samme efterår rejste Lehmann til Paris, hvor han tilbragte vinteren med studier af det den gang frodige parlamentariske liv, og hvor Werner Hans Frederik Abrahamson Læssøe hørte til hans daglige omgangskreds. Derfra gik han til Italien, og her traf han, først på Sicilien, derpå i Sorrento, Arnette Marie Bolette Puggaard (født 1821), datter af grosserer H. Puggaard og Bolette født Hage, med hvem han blev forlovet; hun var en stærk og alvorlig, men samtidig mild natur, begavet og kundskabsrig, og Lehmann har i sine livserindringer med den varmeste kærlighed skildret de lykkelige, men kun alt for korte dage, i hvilke det forundtes ham at leve ved hendes side.
Efter hjemkomsten opnåede Lehmann at blive højesteretsadvokat (april 1844), rigtignok kun imod at underskrive den absolutistiske embedsed, og kort efter giftede han sig (september samme år). Der fulgte nogle lykkelige år; hjemmets ynde og en lovende praksis gave ham ligesom fornyet kraft til offentlig virksomhed, dels i pressen, dels i stænderne og i offentlige forsamlinger.
Sin største triumf som taler fejrede Lehmann under de svenske og norske studenters besøg 1845 i København, da han 24. juni ved festen i Christiansborg ridehus i en tale, hvor tankens adel og højhed forenede sig med formens skønhed og personlighedens dragende magt, henrev alle til begejstring for den skandinaviske tanke. Også for denne tale blev han sat under anklage, men frifundet.

## Slesvig-sagen og udlandsrejse
I disse år falder også hans hovedvirksomhed for den danske sag i Slesvig, hans forbindelse med Peter Hiort Lorenzen og Laurids Skau, hans taler på Skamlingsbanken, navnlig 1844, og hans gentagne, men mislykkede forsøg på at få stænderne drevet frem i konstitutionel retning.
Hans hustrus sygelighed tog en farlig vending 1847 efter hendes moders død, og det blev en nødvendighed for ham at føre hende og en svagelig lille datter ned til syden. Efter en højst besværlig rejse nåede de over Alperne og kunne her skridt for skridt, indtil de nåede deres mål, følge den italienske frihedsbevægelse, som da foregik under påkaldelse af Pave Pius 9.s navn.

## Casinomødet og Martsministeriet
Efterretningen om Christian 8.s død 20. januar 1848 nåede dem i Pisa, og Lehmann var straks klar på, at pligten kaldte ham hjem, hvori den højhjærtede hustru bestyrkede ham. Over Paris, hvor revolutionen med dens reformbanketter gærede, nåede han tilbage til København og blev straks sjælen i bevægelserne her hjemme.
Det var ham,som skrev kommunalbestyrelsens adresse, hvis slutning om "Fortvivlelsens Selvhjælp" var fuldt svarende til øjeblikkets stemning, men blev en af de uforsigtigheder, som senere tider bebrejdede ham. Han var hovedtaleren på Casinomødet 20. marts, og da han få dage efter (24. marts) var bleven medlem af Martsministeriet, var det også ham, som affattede svaret til den slesvig-holstenske deputation. "Det store Konge- og Folkeprogram", som i en årrække blev grundlaget for dansk politik, skylder hans klare hoved og hurtige pen sin form.
På et vist stadium af Martsministeriets dannelse havde grev Adam Wilhelm Moltke foreslået Lehmann at overtage udenrigsporteføljen — dog først efter forsigtig at have forespurgt, om han også kunne tale fransk. Det blev dog grev Frederik Marcus Knuth, som fik denne post, og Lehmann blev ligesom Lauritz Nicolai Hvidt Minister uden portefølje. Han kom imidlertid snart ind på den diplomatiske vej, idet der blev overdraget ham en fortrolig sendelse til Berlin og London.

## Diplomatisk rejse til Berlin og London
I Preussen var alt i håbløs forvirring, kongen vaklede frem og tilbage, ministrene vovede af hensyn til den ophidsede folkestemning ikke at træde op imod de slesvig-holstenske krav, som kongen havde godkendt ved sit brev til Hertugen af Augustenborg, og skønt engelske og russiske diplomater støttede Lehmann, kunne han her intet udrette. I Landdagens møde 2. april havde Lehmann lejlighed til at høre et ungt medlem "med rundt Ansigt og tyndt Haar" udtale det håb, at Preussens hær ikke ville blive misbrugt til at understøtte oprørerne, og han kalder ham derfor "en charmant ung Mand"; det var Otto von Bismarck.
I London havde han gentagne forhandlinger med Lord Palmerston og skrev en række Artikler i The Times. Disse besvaredes af den preussiske minister Christian Charles Josias Bunsen, som her bl.a. fremsatte den allerede den gang ofte gendrevne, men lang tid senere jævnlig fremsatte beskyldning, at Lehmann i en tale skulle have sagt, at de danske love skulle "skrives med Sværdet paa Slesvigernes Rygge". Sandheden er denne, at Lehmann i april 1842, da der i Tyskland var fremsat tanker om at gøre Danmark til tysk admiralstat, i en tale på Skydebanen havde sagt, at vi var beredte på at forsvare "vort gamle Danevirke baade imod Nordalbingiernes højforræderske Skraal og imod alle tyske Fuglefængeres søsyge Erobringslyst, og skulde det gjøres fornødent, ville vi med Sværdet skrive paa deres Ryg det blodige Bevis for den Sandhed: Danmark vil ikke!"
Ordene er skarpe nok og stærkt udfordrende, men fordrejelsen er dog umiskendelige skønt Bunsen naturligvis blev ved sit. Lehmann var rejst fra London 13. april, men dampskibet standsedes tilfældig på Themsen, og han vendte derfor tilbage til London, hvor han modtog efterretningen om Slaget ved Bov. Da intet var at udrette med den engelske regering, forsøgte han oppositionen og instruerede Benjamin Disraeli, som derpå holdt en glimrende tale i Underhuset og tvang Palmerston til at udtale sig gunstigere for Danmark end før.
Ved hjemkomsten til København var hans svar til den folkeskare, som hilste ham med det spørgsmål, hvad han bragte, ordene: "Ret gode Efterretninger". Også dette er i mange år efter blevet bebrejdet ham. Det korrekte havde åbenbart været slet ikke at svare, men i disse folkebevægelsens dage var dette ikke så let, og med blot en smule kritik burde man have forstået, at "ret gode" ville sige det samme som "ikke meget gode".

## Treårskrigen og Grundloven
I foråret 1848, Treårskrigens første periode, rejste Lehmann som regeringskommissær i Jylland, hvor han havde den opgave at styrke befolkningens mod og støtte embedsmændene, hvis stilling under den fjendtlige okkupation var vanskelig. I juni hentede han hustru og barn i Paris, hvor han blev vidne til Junirevolutionens blodige dage. I august sluttedes Malmø-våbenstilstanden, og i oktober sammentrådte den grundlovgivende rigsforsamling.
På den endelige skikkelse, hvori grundlovsudkastet fremtrådte, havde han væsentlig indflydelse, og man genkender ham i dets klare, smukke sprog. I november aftrådte Martsministeriet, dels fordi kongen afviste enhver tanke om Slesvigs deling, dels fordi Tscherning havde mistet alt håb om en heldig udgang af striden, når hele Tyskland støttede oprøret.
Så forandret var nu stemningen, at Lehmann faldt igennem ved et suppleringsvalg på Bornholm. Få dage forinden, 8. december 1848, var han blevet udnævnt til amtmand i Vejle. Da han i denne egenskab efter Slaget ved Kolding 23. april 1849 begav sig til den brændende by, blev han imod al folkeret og under forhånelser så vel af høje officerer som af pøbelhobe gjort til krigsfange og ført først til Gottorp Slot, derpå til Rendsborg. Alle hans forsøg på ophævelse af denne utilbørlige fængsling strandede på statholderskabets triumf over at have fået en så farlig og forhadt modstander i sin vold.
Lehmanns hustru lå syg, og hendes sygdom tog ved bekymringen for ham en farlig vending. Med stor møje opnåede han da i juni en kort orlov, rejste straks til København, og efter at hustruen 20. juni havde draget sit sidste suk, vendte han som Regulus tilbage til sit fangenskab, der først sluttede en fuld måned efter Fredericiaslaget.

## Amtmand og landstingsmand
Det var tunge år, som nu fulgte for Lehmann. Han søgte at dulme sin sorg ved anstrengt arbejde og helligede alle sine kræfter til sin embedsgerning. I de 13 år, han var amtmand, udfoldede han en stor administrativ evne, varm interesse for beboernes vel i alle retninger, og det var kun en fortjent, om end sjælden, udmærkelse, at der endnu i hans embedstid (1861) anbragtes en marmorbuste af ham i Fredericia Rådhus. 1855 blev han Ridder af Dannebrog, 1858 Dannebrogsmand og 1859 hædrede regeringen ham med Kommandørkorset af Dannebrog. Det offentlige liv udøvede dog snart sin uimodståelige magt over ham.
Han valgtes 1851 til folketingsmand for Vejle, nedlagde efter et genvalg sit mandat i 1853, men valgtes året efter til Landstinget, i hvilket han havde sæde indtil sin død, ligesom han sad i Rigsrådet.
Hans virksomhed var i den følgende årrække højst betydningsfuld, og han indtog i de forskellige forsamlinger en fremragende plads. Hans betænkning over det forfatningsudkast, som blev til lov 2. oktober 1855 (Fællesforfatningen), var et statsretligt og politisk mesterstykke og vidnede, udarbejdet, som den var, i løbet af få dage og nætter, om hans sjældne evne til at tænke klart og give tanken den mest prægnante form. Den store politik var det område, hvor hans ånd friest udfoldede sig, og han var under den parlamentariske kamp med "de 11 Slesvig-Holstenere" efter 1855 og i forhandlingerne om forfatningen af 18. november 1863 en af de betydeligste talere.
Men også i det almindelige lovgivningsarbejde deltog han med levende interesse og stor dygtighed. Det blev sagt om ham i disse år, at han var den Atlas, som bar Landstinget på sine stærke skuldre, og ved slutningen af sessionen 1857 fremhævede Landstingets formand, Peter Daniel Bruun, at Lehmann havde siddet i 10 af de 15 nedsatte udvalg og været ordfører i dem alle, så at han havde udfoldet en ganske særlig virksomhed og haft en overordentlig betydelig andel i Tingets afgørelser.

## Ministertid og 1864
I september 1861 indtrådte Lehmann som indenrigsminister i Halls regering. Det var et varsel om, at notekrigen og de uendelige diplomatiske forhandlinger nu måtte afløses af en mere kraftig dansk politik, der svarede til de i adressen fra de 70.000 udtalte ønsker og forhåbninger, og ingen dansk politiker repræsenterede disse fyldigere end han. I denne ånd virkede han også i Statsrådet.
Det græske tronfølgervalg, som henledte verdens opmærksomhed på Danmark, og tilnærmelserne fra Sverige-Norge styrkede hans håb om en heldig udgang af den mangeårige strid. Fra denne hans ministertid skriver sig et andet, vistnok uforsigtigt ord af ham, som er blevet forvansket, nemlig dette, at ministeriet havde fremkaldt krisen med beråd hu, hvilket er blevet fordrejet, som om han havde sagt "krigen"; det var dengang alles ønske, at "krisen" måtte komme nu, da udsigterne syntes gunstige, men det var ikke klogt af en minister at sige det.

## Sidste tid
Frederik 7.s død, netop i det mest kritiske øjeblik af alle, nedslog håbet. Lehmann lå syg i sit hjem i de sidste måneder af 1863, men kollegerne samledes til rådslagning om hans sygeleje, indtil ministeriet aftrådte nytårsaften og afløstes af Monrads kabinet. Hvad Lehmann med sit varme hjerte og sin glødende fædrelandskærlighed led ved Dannevirkes rømning, Dybbøls Fald, indtagelsen af Als og Wienerfreden, er det overflødigt at dvæle ved. Han var efter disse dage blevet en gammel mand af sorg.
Han undlod ikke at tage del i ethvert arbejde for at styrke nationens mod under de hårde slag og for at støtte de voldførte slesvigske brødre; navnlig som formand for "Dansk Folkeforening" virkede han utrættelig for disse formål. Ved mere end én lejlighed udfoldede han hele sin gamle kraft som taler, således ved festen for Clausen 1866 og året efter ved festmiddagen for de franske journalister.
Også i Landstingets arbejder tog han levende del, således navnlig i debatten over den islandske forfatningssag, men her var nu efter Grundlovsforandringen 1866 kommet et andet flertal, stemningen var vendt imod dem, der halvt eller helt betragtedes som skyldige i landets ulykke, og Lehmann blev trængt til side, næsten overset. Det krænkede ham dybt og gjorde ham bitter. Håbet flammede atter op i hans hjerte, da Krigen 1870 brød ud imellem Tyskland og Frankrig, men også det skulle briste. De første franske nederlag lode ham ane de kommende, og Slaget ved Sedan knuste hans hjerte.
13. september 1870 hensov han i den samme gård, i hvilken han var født, og ugedagen derefter førtes han under tonerne af Sørgemarchen over Thorvaldsen fra Frue Kirke til familiegravstedet på Holmens Kirkegård, tæt ved mindestenene over heltene fra 2. april.
Lehmanns efterladte papirer findes i Rigsarkivet og på Det Kongelige Bibliotek.

## Karakteristik af Lehmann
Orla Lehmann var kun én blandt de højsindede og fædrelandskærlige mænd, som i en tung og trang tid optog den store gerning at bryde enevoldsmagtens sløvende tryk og lede folket over til konstitutionel frihed og åndeligt liv på alle områder. Men i denne lille kreds af ledere indtog han en særlig stilling og udøvede en ejendommelig indflydelse ved den varme, begejstring, ungdommelige friskhed og tillidsfulde frejdighed, hvormed han løftede det nye banner, ved den henrivende veltalenhed, hvormed han førte sin sag, og ved den magnetiske kraft, som lå i hans hele personlighed. Meïr Aron Goldschmidt har sagt om ham, at han i sine lykkelige øjeblikke stod som en "Frihedens Brudgom"; Bjørnstjerne Bjørnson har brugt det udtryk om ham, at han var "Frihedens Oehlenschläger"; Ploug, der har besunget ham som den unge og skønne "Solgud", der steg frem af mørke, tunge skyer og "styred frem sit kaade Spand", kalder ham "vor Iliades Achilleus". Disse udtryk peger alle hen på den samme fremtrædende egenskab hos ham: det strålende og lysende, det ideale, det uimodståelig vindende.
Lehmann er utvivlsomt den mest veltalende mand, som Danmark har fostret. Hans veltalenhed sprang med frodig fylde frem af hans indres rige kilder; den kostede ham tilsyneladende ingen anstrengelse, hvormed ikke skal være sagt, at han altid var improvisator, thi han forberedte sig omhyggelig, hvor der var mulighed derfor, og han studerede talekunsten efter datidens bedste parlamentariske mønstre, navnlig i Frankrig. Og denne veltalenhed forstod at iklæde sig de rette former efter opgaven, den var ikke ens for skranken og i den parlamentariske forhandling, i store politiske debatter og i drøftelsen af jævne lovgivningsspørgsmål; altid var den beundringsværdig, men mægtigst og fyldigst udfoldede den sig, når det gjaldt at tolke de store stemninger og at bringe ulmende følelser til at slå ud i begejstringens høje flammer. Og han var veltalende ikke blot med det levende ord, men også i det skrevne.
Hans egne varme og stærke følelser strålede ud og greb alle, der hørte eller læste ham. Det er sandt, at han ofte lod sig rive hen, at hans "kaade Spand" nogle gange tog magten fra ham, og at hans skarpe pile ofte uden nytte eller nødvendighed havde en brod, som efterlod bittert nag både imod ham og hans sag. Men til gengæld var han selv ikke vant til at blive skånet. Han var en ædel og højsindet natur, hans hjerte og hans hånd var åbne for alt godt og skønt, for alt, hvad der kunne hædre hans fædreland og højne hans folk.
Da hans buste blev afsløret på Fredericia rådhus 6. juli 1861, ytrede han i sin tak for den ham viste hæder, at det eftermæle, hvortil han ville stræbe at gøre sig værdig, var dette: "Han elskede sin Næste som sig selv og sit Fædreland over alt". Og dette eftermæle fortjener han. Med føje er det sagt, at ingen dansk mand i sine bedste øjeblikke har elsket sit fædreland højere og inderligere end Orla Lehmann i hele sit liv.
Han var bedstefar til den radikale politiker Ove Rode.

## Gengivelser af Lehmann
Der findes en del gengivelser af Orla Lehmann fra samtiden:
- Maleri af Emil Bærentzen 1841 (Frederiksborgmuseet) og litografi derefter
- Maleri af Elisabeth Jerichau Baumann 1848 (Frederiksborgmuseet)
- Portrætteret på Constantin Hansens maleri 1860-64 af Den grundlovgivende Rigsforsamling (Frederiksborgmuseet)
- Maleri af Wilhelm Marstrand 1861
- Maleri af Constantin Hansen 1862 (Folketinget)
- Buste af H.W. Bissen 1857 (på Christiansborg, Studenterforeningen, Amtsgården i Vejle, Fredericia Rådhus)
- Marmormedaljon af Otto Evens 1875 (gipsudkast 1874 i Den Hirschsprungske Samling)
- To klippede silhouetter på Frederiksborgmuseet
- Litografier af Edvard Lehmann 1839, af David Monies 1841, fra fængslet 1842 af Wilhelm Kock efter P.E. Lorentzens tegning og af Peter Gemzøe efter fotografi.
- Træsnit af Andreas Flinch 1842 efter P.C. Skovgaards tegning
- Skåret silhouet 1853 fra Corsaren
- Træsnit 1859, af E. Skill 1866, efter fotografi 1870 og fra Rosenstands xylografiske Atelier 1893
- Tysk karikatur, Satyrisches Zeitbild, 1848, Nr. 26.
- Medaljon af H.W. Bissen på gravstenen
- Fotografier af Georg E. Hansen og Budtz Müller